# 拉特沃思
拉特沃思（Lutterworth）是英格蘭萊斯特郡的一個城市，位於萊斯特郡的南部。路德維斯在2011年人口普查時有人口9,353人，2001年時有8,293人。